# Simone Buonaccorsi
Pour les articles homonymes, voir Buonaccorsi.
Simone Buonaccorsi (né le 17 novembre 1708 à Macerata, province de Macerata dans les Marches, alors dans les États pontificaux et mort le 27 avril 1776 à Rome) est un cardinal italien du XVIIIe siècle.

## Biographie
Simone Buonaccorsi exerce diverses fonctions au sein de la Curie romaine, notamment au Tribunal suprême de la Signature apostolique, comme vice-légat à Ferrare, gouverneur d'Ascoli, à la Congrégation de l'Inquisition, à la Chambre apostolique et à la Congrégation des évêques.
Le pape Clément XIII le crée cardinal lors du consistoire du 18 juillet 1763.
Le cardinal Buonacorsi est nommé commissaire pontifical pour l'assèchement des marais pontins en 1763 et camerlingue du Sacré Collège en 1772.
Il participe au conclave de 1769, lors duquel Clément XIV est élu pape, et au conclave de 1774-1775 (élection de Pie VI).

### Sources
- Fiche du cardinal Simone Buonaccorsi sur le site fiu.edu